# Tech Gate Vienna
Das Tech Gate Vienna ist ein Wissenschafts- und Technologiepark im 22. Wiener Gemeindebezirk Donaustadt und wurde in den Jahren 1999 bis 2005 in zwei Baustufen nach Plänen von Wilhelm Holzbauer und Sepp Frank im Stadtteil Donau City errichtet.
Der rund 26 Meter hohe Bauteil Gate wurde in der ersten Ausbaustufe von 1999 bis 2001 errichtet. Er verfügt bei einer Bruttogeschossfläche von 36.000 m² über eine vermietbare Fläche von 15.000 m², verteilt auf sieben Stockwerke. In der zweiten Ausbaustufe wurde von 2004 bis 2005 der etwa 75 Meter hohe Tower errichtet. Dieser verfügt bei einer Bruttogeschoßfläche von 18.000 m² über eine vermietbare Fläche von 11.000 m², verteilt auf 19 Geschoße.
Als Trägergesellschaft fungiert die Tech Gate Vienna Wissenschafts- und Technologiepark GmbH, Gesellschafter sind die WPWS Vermögensverwaltung GmbH, FFG – Österreichische Forschungsförderungsgesellschaft mbH und Wien Holding GmbH.

## Bildergalerie

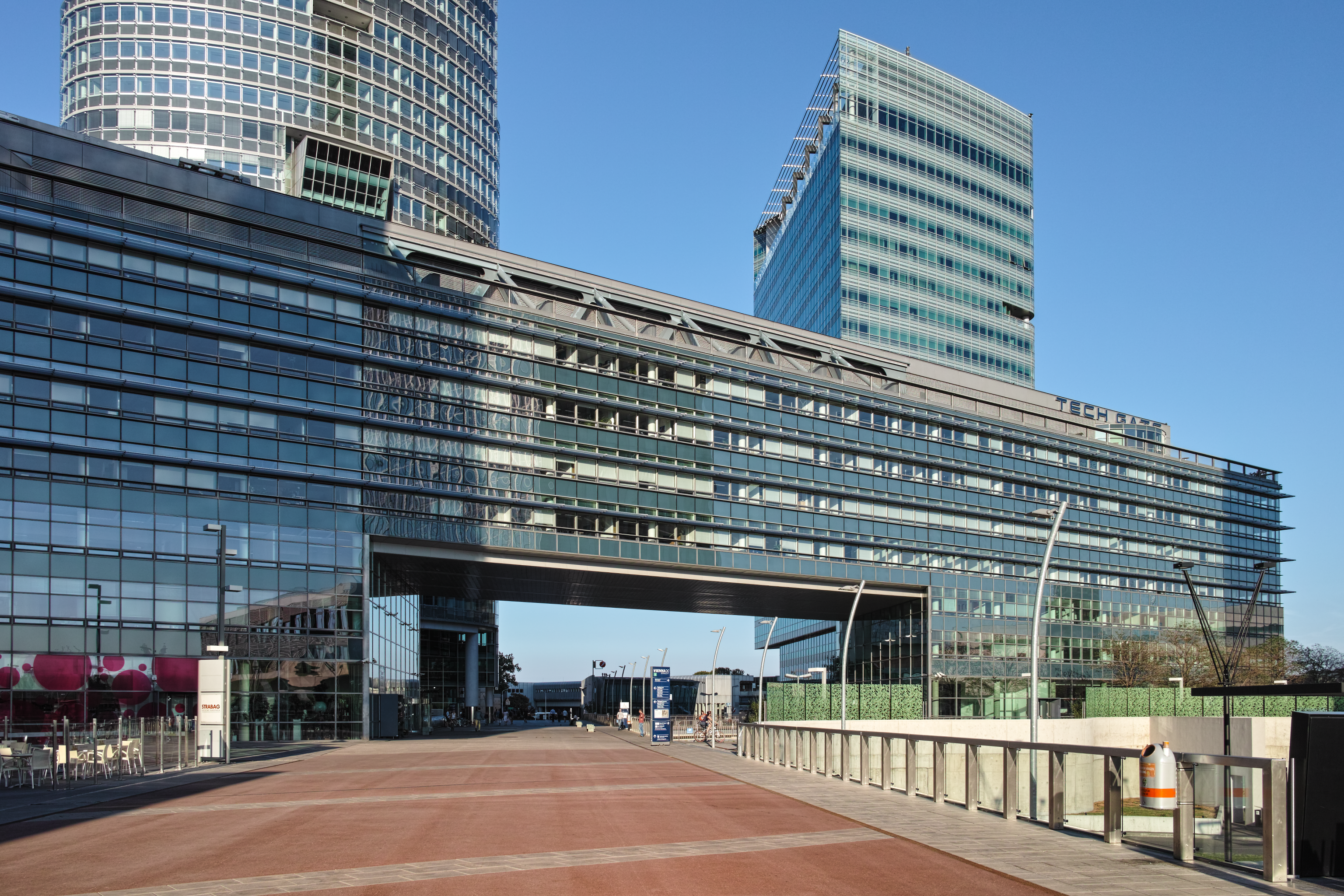
Von Westen
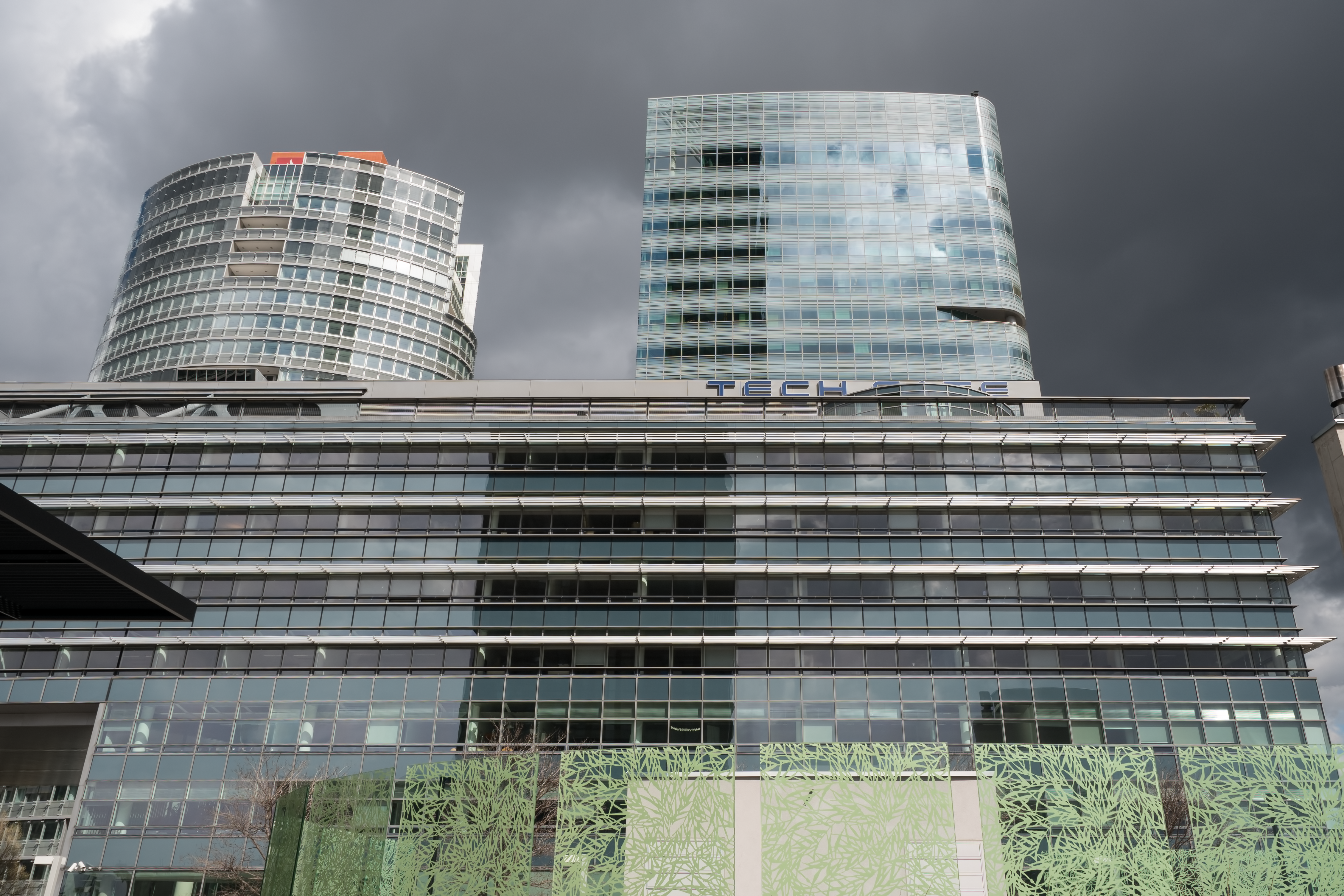
Von Südwesten